# Grievella shanki
Grievella shanki is een eenoogkreeftjessoort uit de familie van de Scolecitrichidae. De wetenschappelijke naam van de soort is voor het eerst geldig gepubliceerd in 2000 door Ferrari F.D. & Markhaseva.